# Подреча
Подреча (словен. Podreča) — поселення в общині Крань, Горенський регіон, Словенія. Висота над рівнем моря: 356 м.

## Відомі люди
- Симон Єнко (1835–1869) — словенський поет